# Нурпеисов, Садык Нурпеисович
Сады́к Нурпеисови́ч Нурпеи́сов (каз. Садық Нұрпейісов; 1904—1939) — советский казахстанский комсомольский, партийный, государственный и хозяйственный деятель. Входил в состав особой тройки НКВД СССР.

## Карьера
Родился в ауле № 2 Аятской волости Кустанайского уезда в семье батрака. В аульной школе получил начальное образование. В 1918 году участвовал в организации комсомольской ячейки в Кустанае. В 1919-20 годах в рядах Красной Армии.
С 1920 года — секретарь аульного совета, в частях особого назначения ВЧК, заведующий налоговым подотделом исполкома Денисовского уездного совета Кустанайской губернии.
В 1923 году — заместитель секретаря Денисовского уездного комитета РКСМ, начальник Денисовской уездной рабоче-крестьянской милиции.
В 1924—25 годах — заместитель заведующего Организационным отделом Киргизского обкома ВЛКСМ, секретарь Организационного бюро Киргизского обкома ВЛКСМ по руководству организациями ВЛКСМ в Джетысуйской и Сыр-Дарьинской областях.
В 1925—27 годах — заведующий Организационным отделом Казахского крайкома ВЛКСМ.
В 1927—29 годах — первый секретарь Казахского крайкома ВЛКСМ.
Член РКП(б) с 1925 г.
В 1929—31 годах — на учёбе в Москве.
В 1931—32 годах — ответственный секретарь Меркенского райкома ВКП(б).
В июне 1932 года — второй секретарь Карагандинского обкома ВКП(б).
С июня 1934 года — второй секретарь Казахского крайкома ВКП(б).
Делегат XVII съезда ВКП(б) с правом совещательного голоса (1934).
С образованием союзной республики на организационном пленуме, состоявшемся по окончании I съезда компартии Казахстана 7 июня 1937 года, был избран вторым секретарем ЦК КП Казахстана. Этот период отмечен вхождением в состав особой тройки, созданной по приказу НКВД СССР от 30.07.1937 № 00447 и активным участием в сталинских репрессиях.
С мая 1938 года — в распоряжении ЦК ВКП(б).
Депутат Совета национальностей Верховного Совета СССР первого созыва. Был Председателем Мандатной комиссии Совета национальностей Верховного Совета СССР.

## Арест
Арестован 1 ноября 1938 года по обвинению в участии в контрреволюционной террористической организации. Был признан виновным по пунктам 1а, 7, 8, 9, и 11 статьи 58 Уголовного Кодекса РСФСР. 25 февраля 1939 года Садык Нурпеисов был приговорён к расстрелу, расстрелян в тот же день. Похоронен на Донском кладбище Москвы на территории невостребованных прахов Донского крематория.

## Реабилитация
Реабилитирован 28 июля 1956 года определением Военной коллегии Верховного суда СССР.
В 1969 году решением Орджоникидзенского райисполкома одной из улиц райцентра и Аксусской восьмилетней школе было присвоено имя Садыка Нурпеисова.